# King County Metro

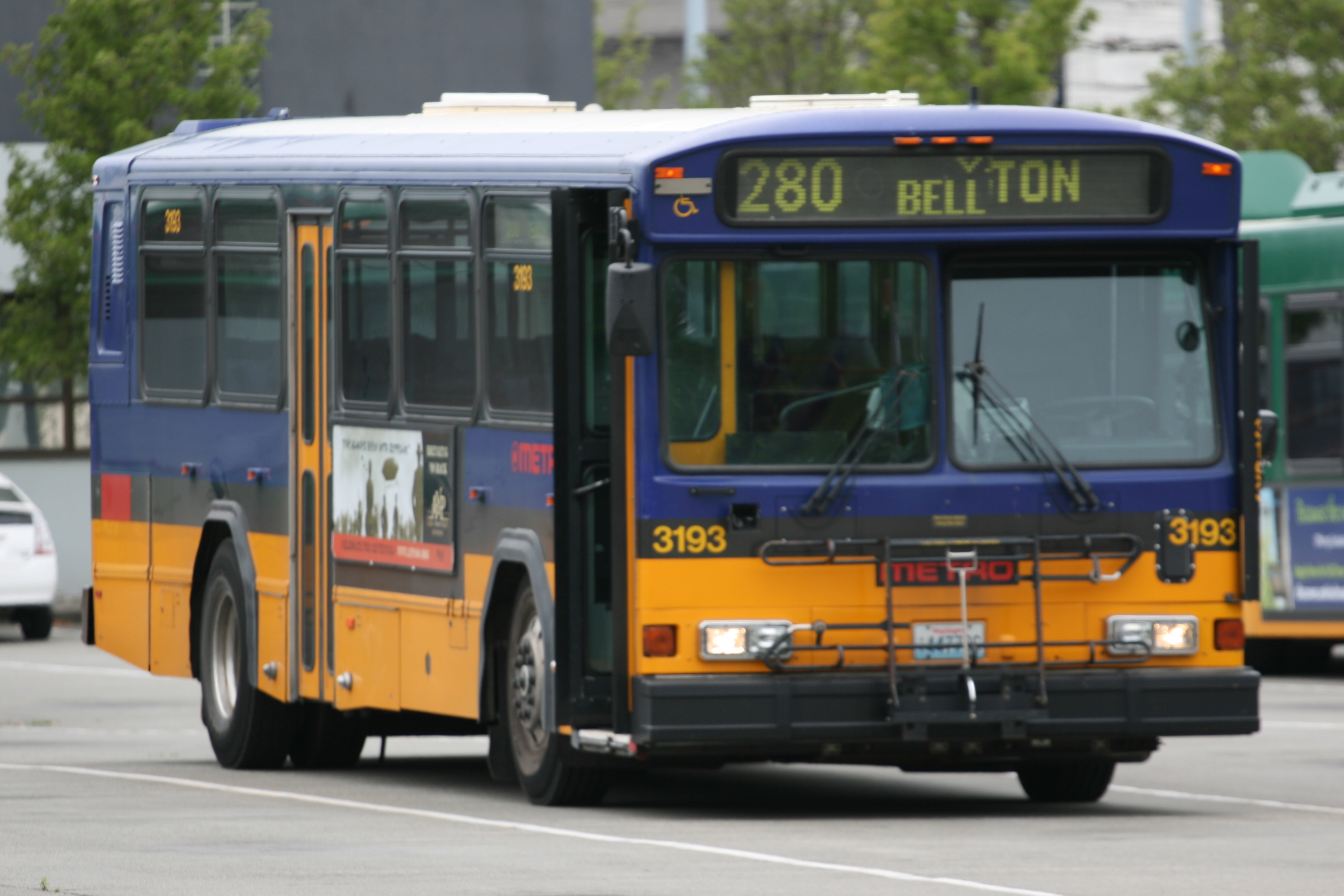
Autobus Gillig Phantom odstavený na centrální základně.

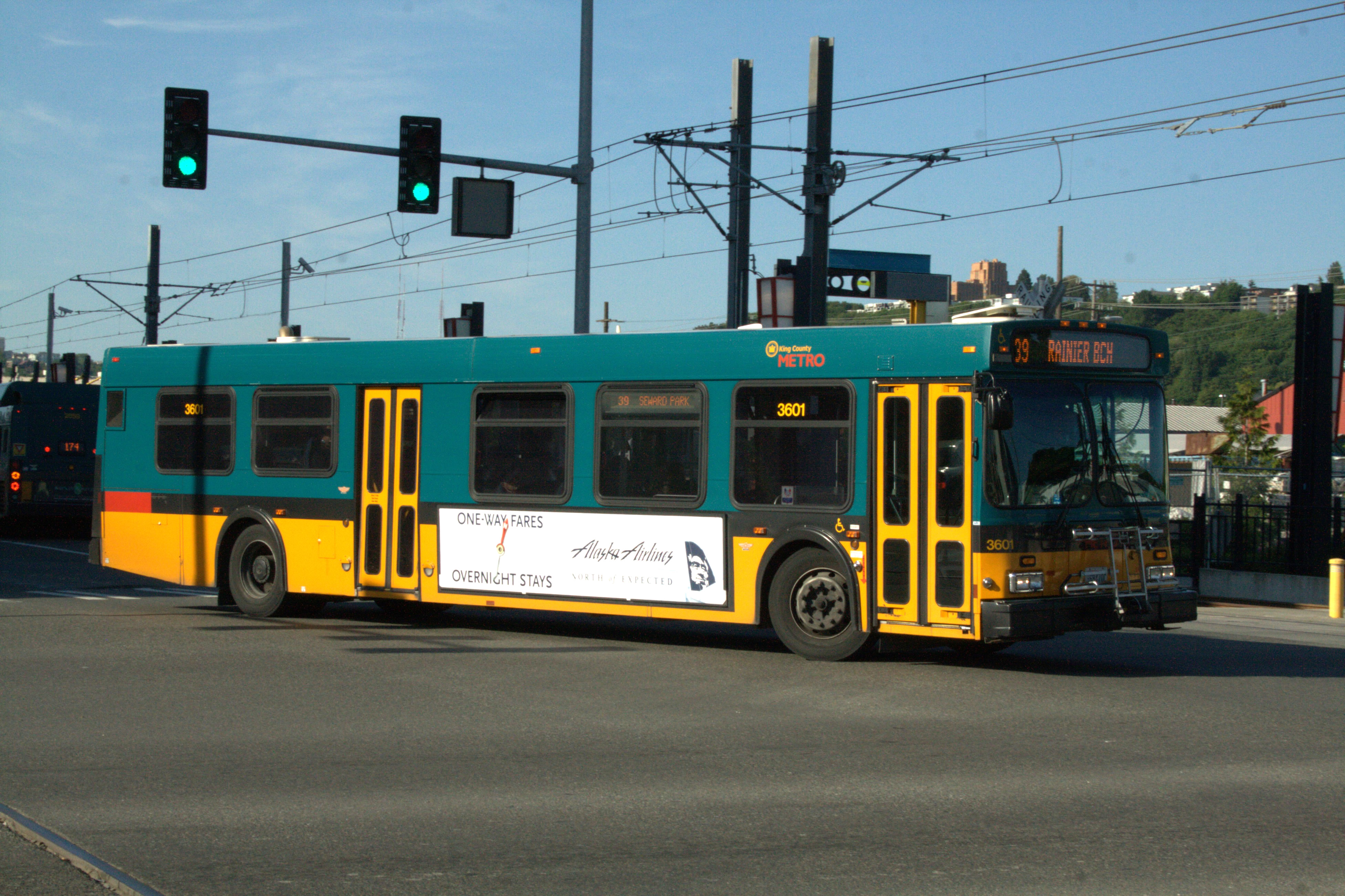
Autobus New Flyer na cestě do Rainier Beach.

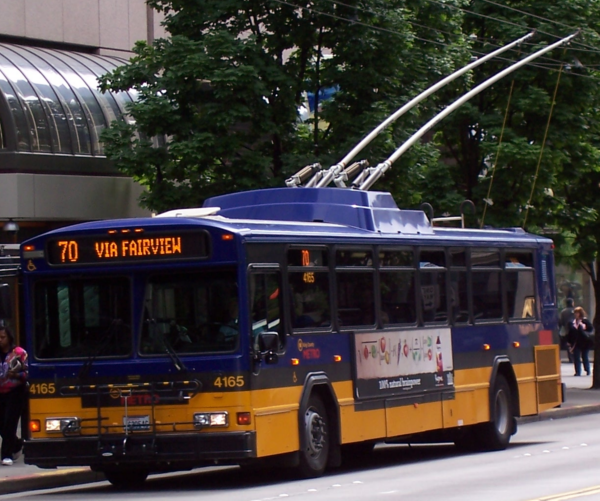
Trolejbus Gillig Phantom na lince č. 70.

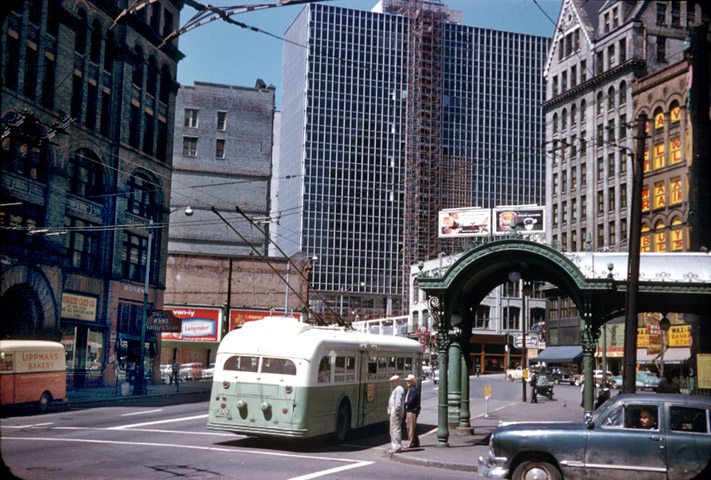
Pioneer Square před zhruba 50 lety. Na obrázku trolejbus tehdejší společnosti Seattle Transit.

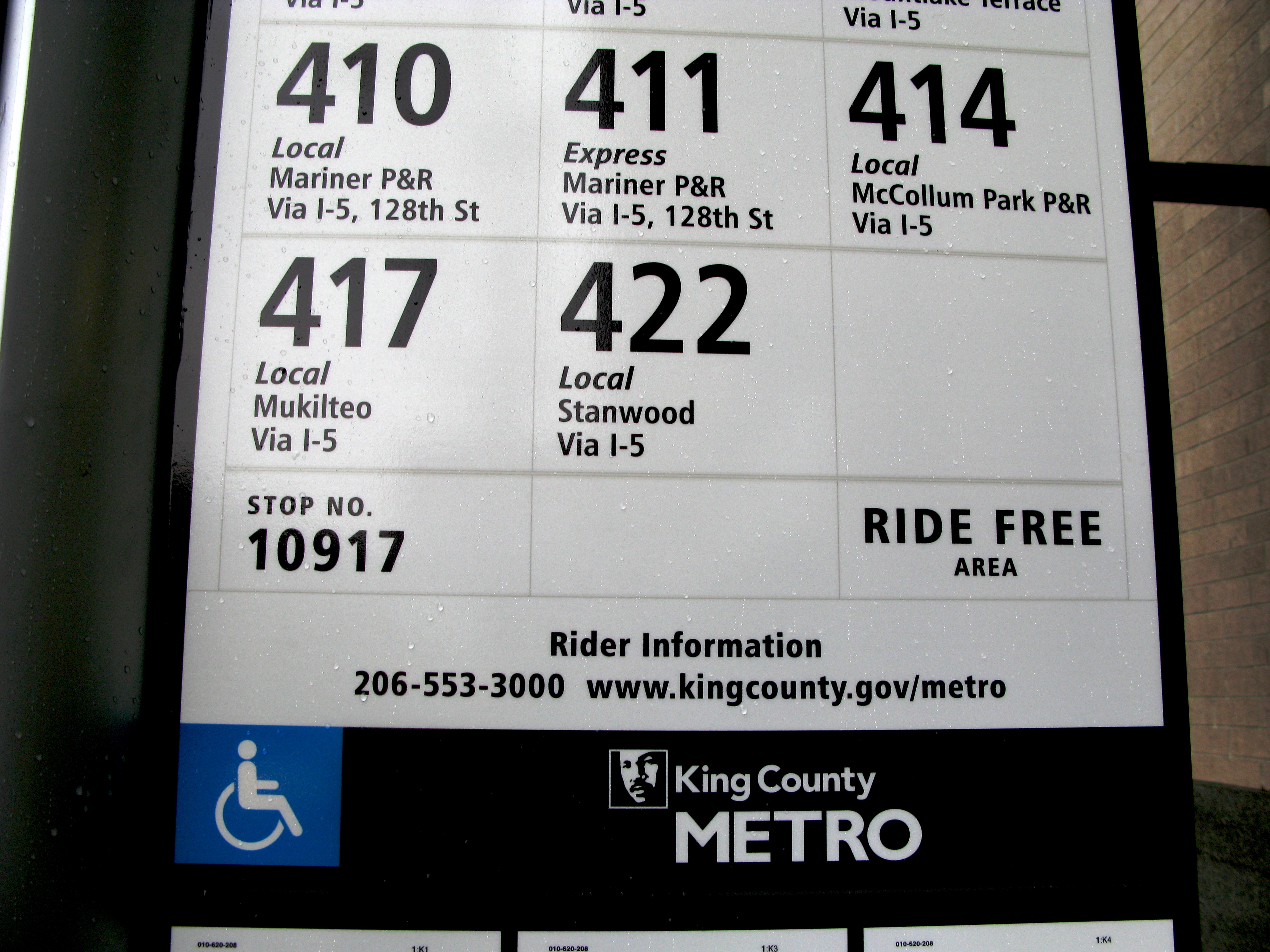
Informační tabulka na jedné ze zastávek společnosti.

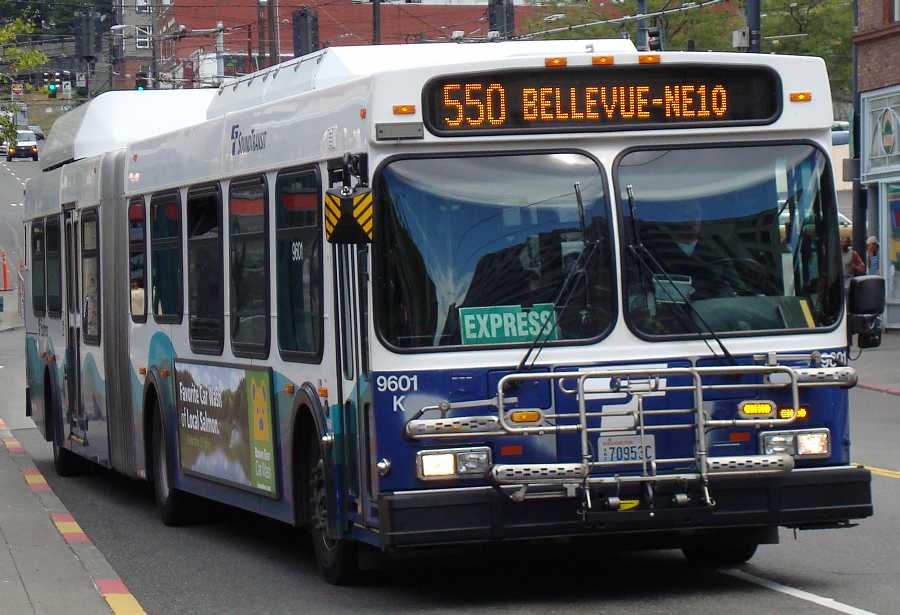
Expresní spoj do Bellevue, který pro Sound Transit provozuje King County Metro.

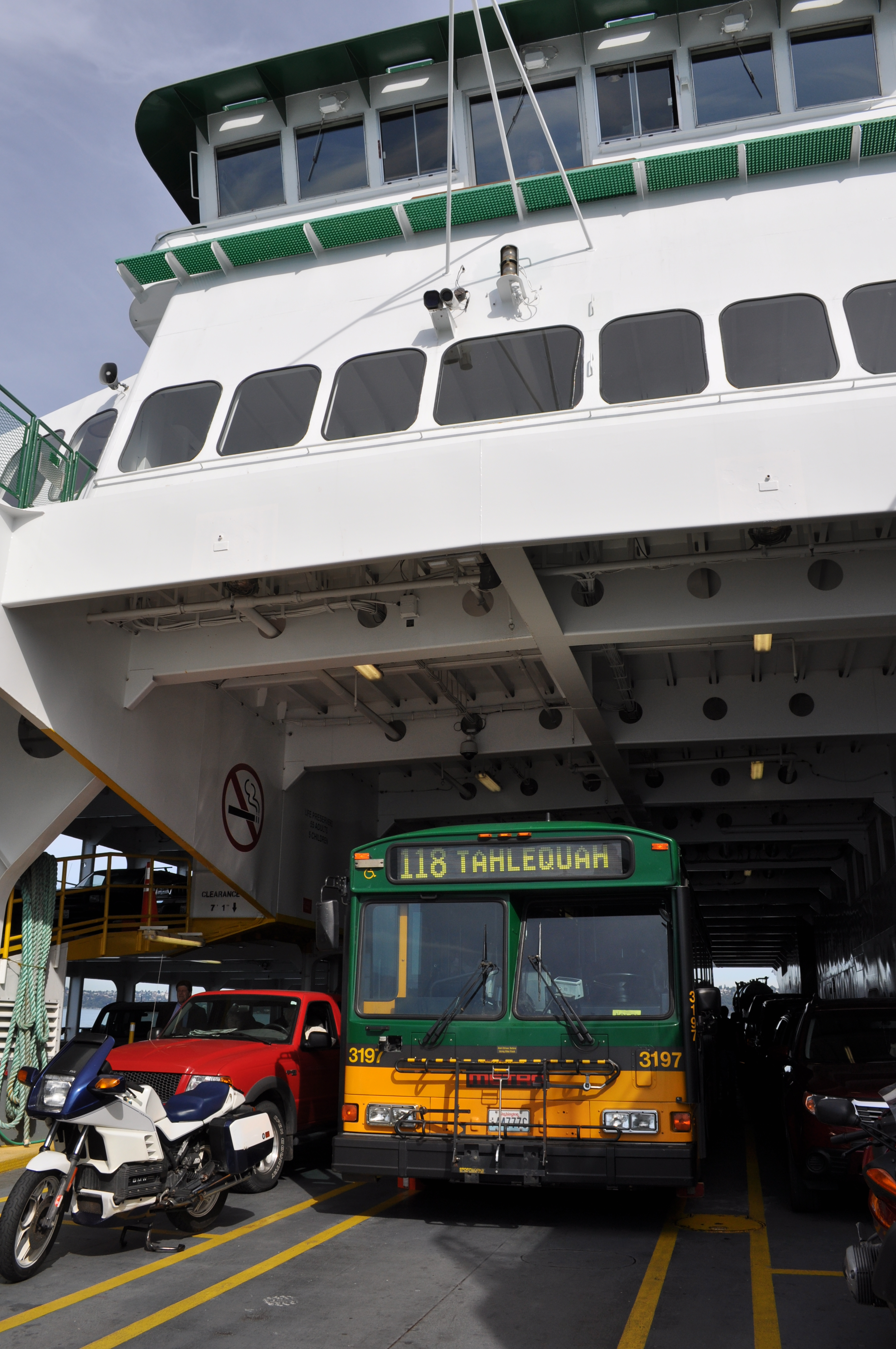
Autobus společnosti na státem provozovaném trajektu na Vashonův ostrov.

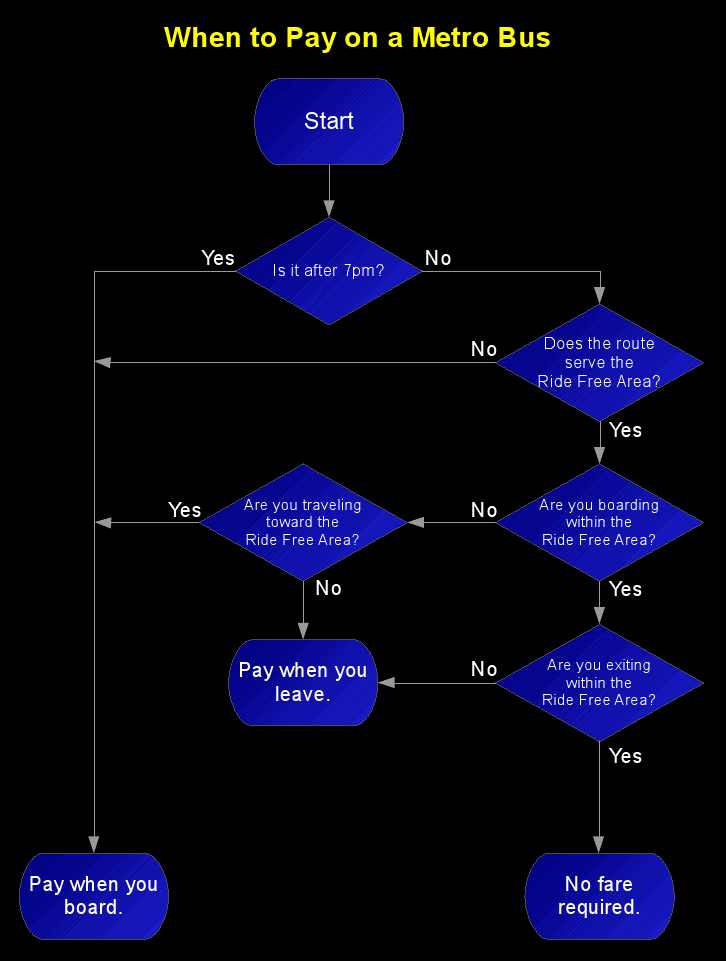
Diagram ukazující postup při placení, pokud jedete přes, do nebo z bezplatné zóny.

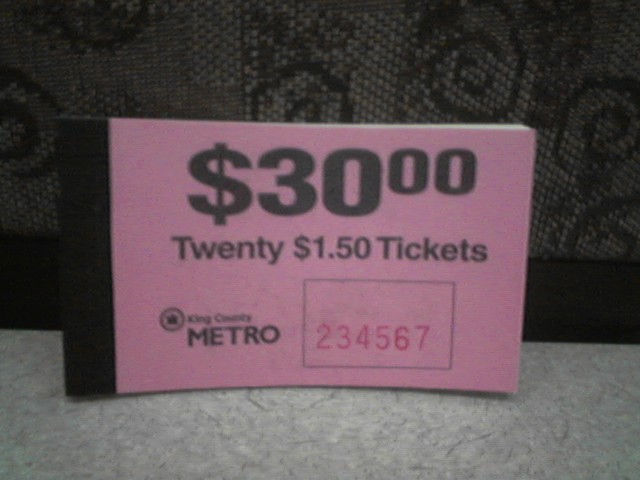
Blok dvaceti jízdenek.

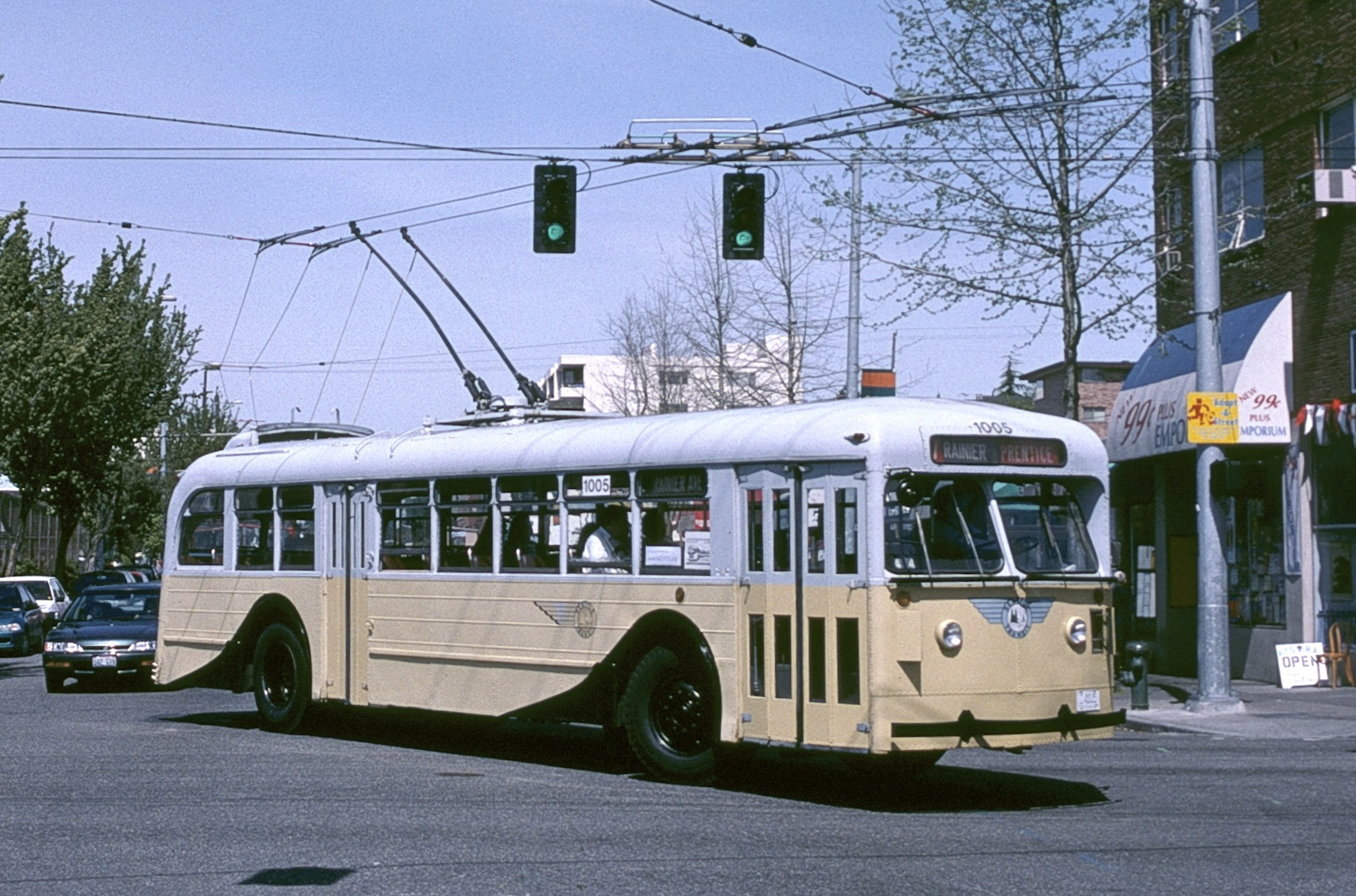
Starý trolejbus Pullman-Standard. Jedno z těchto vozidel je nyní pod ochranou MEHVA.

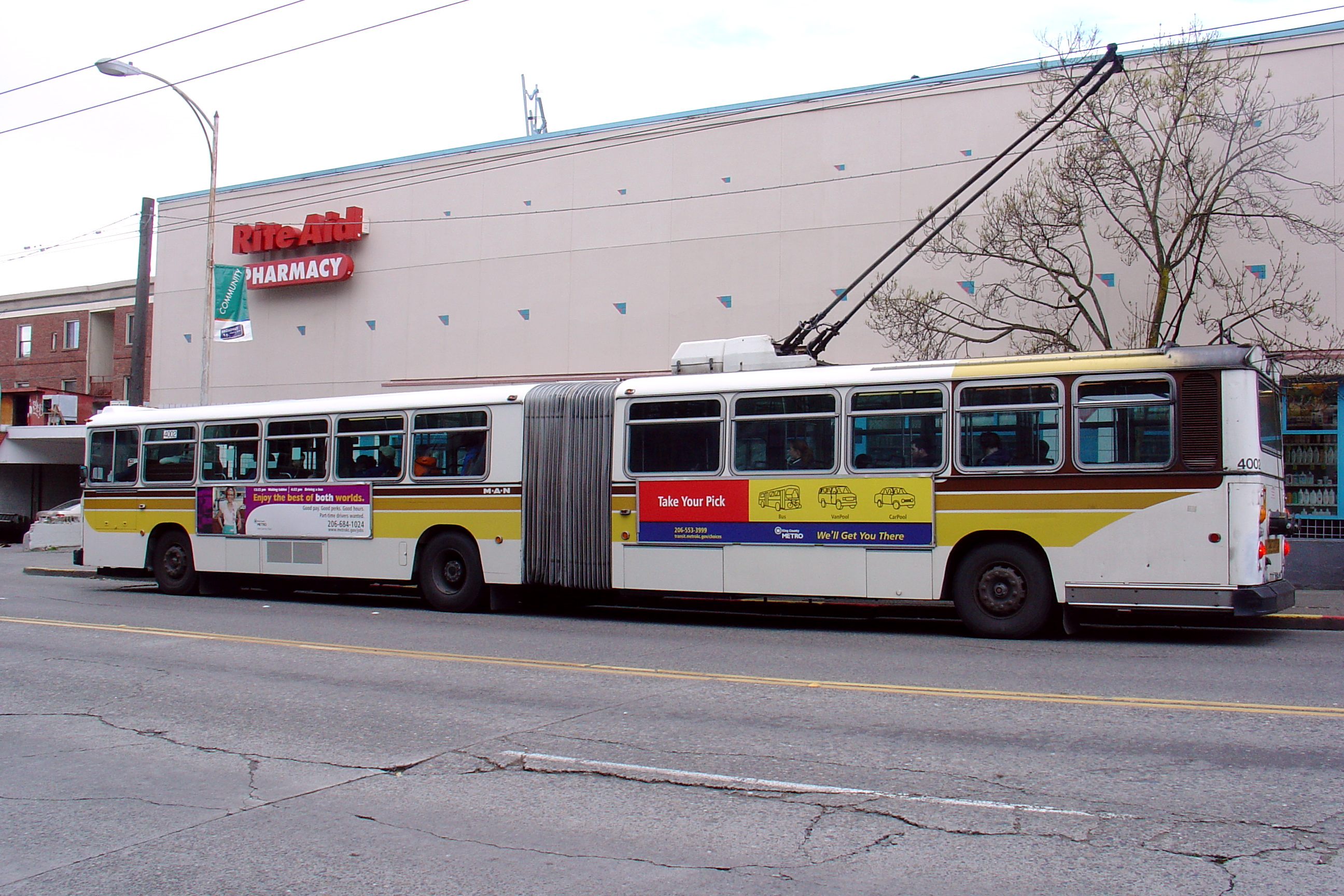
Jeden z těchto kloubových trolejbusů značky MAN byl prodán do Illinoiského železničního muzea.

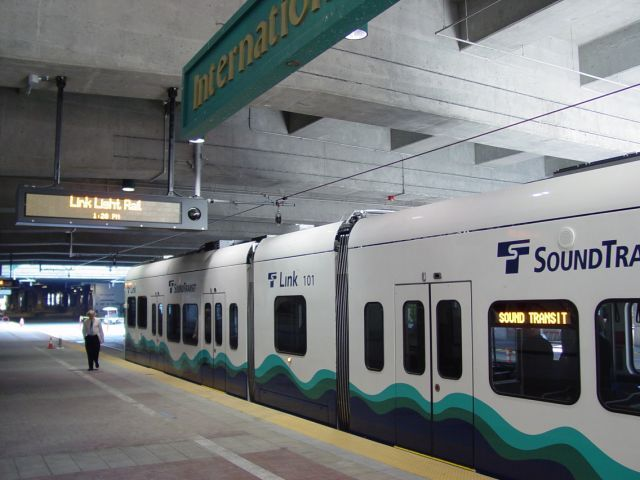
Tramvaj na lince Central Link v tunelu na zastávce International District.

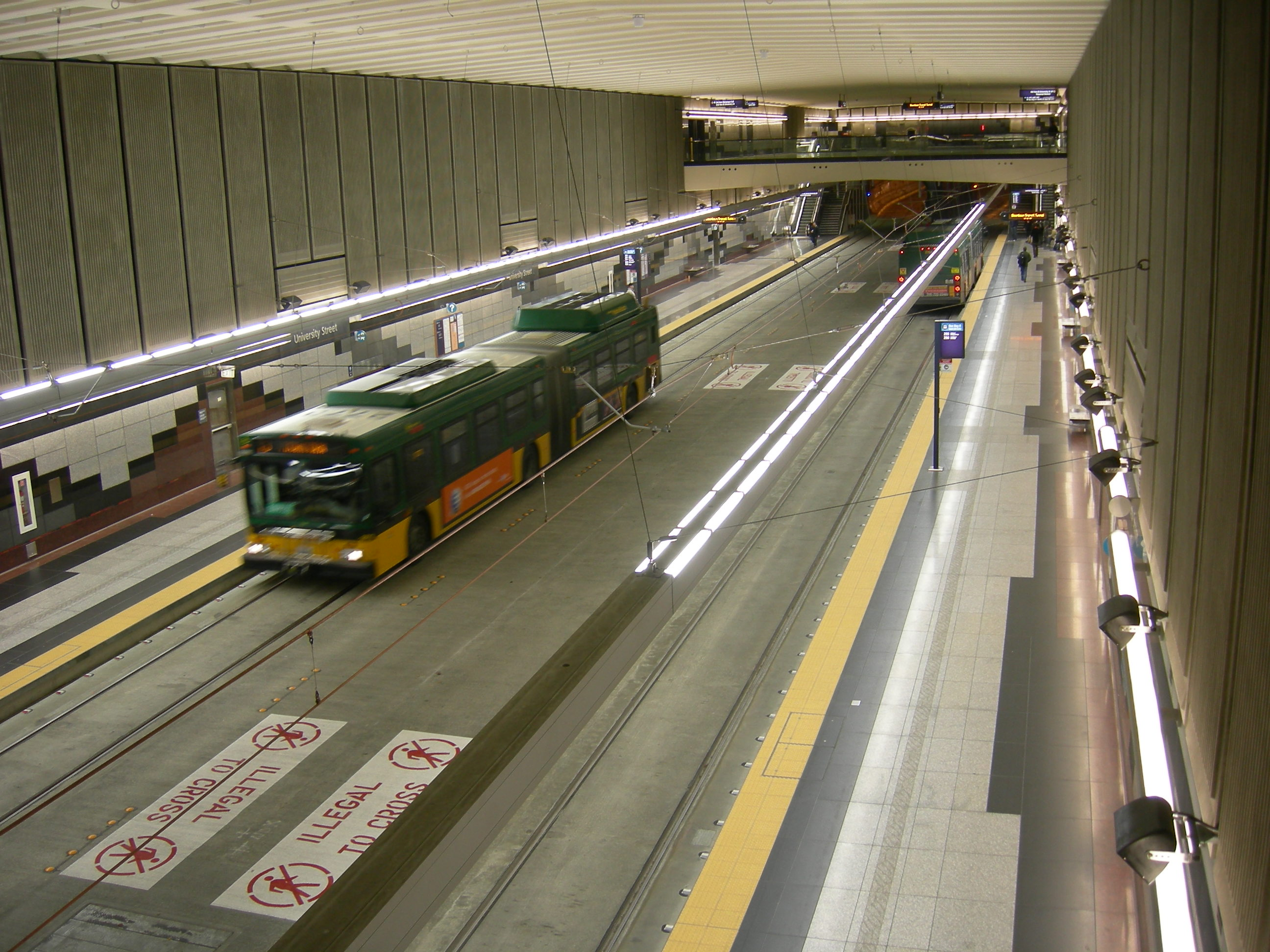
Autobusy společnosti v zastávce University Street.

King County Metro, nebo zkráceně Metro, je veřejný dopravní podnik v okrese King v americkém státě Washington, kde je divizí okresního dopravního oddělení. Provoz zahájil až na začátku roku 1973, ale své kořeny má v podnicích Seattle Transit z roku 1939 a Overlake Transit Service z roku 1927. V roce 2008 provozoval 1 443 autobusů na 223 linkách. Za ten stejný rok jeho služeb využilo 118 milionů cestujících. V první čtvrtině roku 2009 se jednalo o osmý největší úřad v celé zemi. Na konci roku 2008 měl podnik 2 694 zaměstnanců.

## Historie
Metropolitní Seattle vznikl v roce 1958 po referendu, které projednávalo otázku regionální správy odpadních vod a kvality vody v okrese King. Po dvou pokusech o založení regionálního dopravního podniku konečně v roce 1972 prošel pokus o provozování regionálních autobusů. Systém byl znám jako Metro a začal svůj provoz roku 1973. Jeho vznik znamenal, že bude provozovat i linky dosavadních dopravních podniků Seattle Transit a soukromé Metropolitan Transit Corporation, jenž obsluhovala předměstské obce v okrese. Celý metropolitní Seattle byl pod neustálým dozorem vedení a pověřených osob z okresu King a poté, co jeho reprezentační struktura byla prohlášena v rozporu s ústavou v roce 1990 a po volbách v roce 1992, její role a práva převzal okres King. Po dokončení projektu Downtown Seattle Transit Tunnel se okres soustředil na výstavbu příměstského železničního systému, což vedlo k vytvoření společnosti Central Puget Sound Regional Transit Authority, známé také jako Sound Transit, která nyní drží zodpovědnost za plánování a výstavbu vysokokapacitní dopravní sítě v okresech King, Pierce a Snohomish. Společnost King County Metro tak pokračuje v provozu místních a regionálních spojení, především v hranicích okresu King. Kromě svých vlastních linek společnost provozuje také expresní autobusy a linku Central Link společnosti Sound Transit.

## Provoz

### Linky
Společnost kombinuje městské a předměstské šablony pro systém městské dopravy. Městská síť, z velké části převzatá ze systému Seattle Transit, který využíval linky původních tramvají, je navržena tak, aby většina linek končila v, nebo méně častěji projížděla, centru města. Linky v městské síti mají čísla od 1 do 79, čísla v osmé desítce používají noční linky („sovy“) a dále také tramvajová linka Waterfront Streetcar, kterou od roku 2005 nahradila autobusová linka č. 99. Kvůli roztroušené evoluci systému zde neexistuje žádná šablona, podle které by se dalo podle čísla poznat, kam jaká linka jede, až na některé výjimky, mezi které patří čtvrť University District.
Nejvytíženějšími městskými linkami jsou číslo 7, která spojuje centrum města, International District a Rainier Valley, číslo 36, jenž spojuje centrum města, International District a Beacon Hill, čísla 43 a 49 spojující Capitol Hill a University District, číslo 44, spojující University District a Ballard, číslo 48, spojující sever města, University District a Central District, a linky 3 a 4, které spojují centrum se čtvrtěmi Queen Anne, First Hill, Central District a Madrona.
Předměstská síť je lépe numericky organizována. Oblasti jižně od Seattlu, od Burienu a Des Moines až po Renton a Maple Valley, obsluhují linky ve druhé stovce. Východní předměstí od Rentonu po Bothell obsluhují linky ve třetí stovce. Severní předměstí od Bothellu po Shoreline pak obsluhují linky ve čtvrté stovce. Čísla v páté stovce a většina čísel v deváté stovce jsou rezervována pro příměstské autobusy společnosti Community Transit. Čísla v šesté stovce využívají expresní autobusy společnosti Sound Transit, s výjimkou dvou linek, kterými společnost Pierce Transit spojuje města Federal Way a Tacoma. V sedmé stovce jsou pak expresní nebo speciální linky, např. speciální linka, která spojovala Kingsgate Park a Bellevue při konstrukci nového nájezdu na dálnici, nebo expresní linka společnosti Intercity Transit směřující do Olympie. Čísla v desáté stovce pak patří buď poptávkovým linkám nebo těm linkám, které směřují do odlehlých oblastí, jako jsou Duvall a Carnation.
Společnost také provozuje školní autobusy ve městě Bellevue a po celém regionu vypravuje kyvadlové dálkové autobusy v případě různých akcí, mezi které patří zápasy Seattle Mariners, Seattle Seahawks, Washington Huskies, nebo různé koncerty.
Mezi nejdůležitější předměstské linky patří číslo 120 spojující Seattle a Burien, číslo 124 spojující Seattle s Tukwilou, linku A značky RapidRide, která spojuje Tukwilu a Federal Way, dále linka číslo 150 spojující Seattle, Tukwilu a Kent, čísla 101 a 106 mezi Seattlem a Rentonem, číslo 255 spojující Seattle a Kirkland, číslo 240 spojující Renton a Bellevue, čísla 230 a 253 spojující Bellevue a Redmond, číslo 271 spojující University District, Bellevue a Issaquah, čísla 347 a 348 spojující Northgate a North City a číslo 358 spojující Seattle a Shoreline.

### Dálniční expresy
Podnik provozuje několik příměstských linek, které ve špičce spojují různá park and ride a používají téměř 400 kilometrů expresních pruhů na místních dálnicích. Tuto praktiku vyzkoušela už společnost Seattle Transit, když provozovala linku zvanou Blue Streak, která spojovala Northgate a centrum města. Speciální zastávky, zvané „freeway flyers“ nebo dálniční stanice, byly postaveny, aby byl umožněn efektivní přestup na ostatní místní nebo expresní linky. První z takových zastávek byla postavena roku 1975 na křižovatce ulice Montlake Boulevard a Washington State Route 520. Poslední dobou společnost také využívá přímých nájezdů do expresních pruhů a nových dálničních stanic, které vystavěla společnost Sound Transit.

### Bezplatná zóna
Pro zvýšení počtu cestujících, zlepšení přístupu a podporu obchodů v centru města, byla v roce 1973 část centra Seattlu vyznačena jako „zóna kouzelného koberce“, kde je městská doprava bezplatná. Dnes se oblast nazývá prostě „bezplatná oblast“ a jízdenky zde nejsou potřeba mezi šestou hodinou ranní a sedmou hodinou večerní. Hranicemi oblasti jsou Battery Street na severu, South Jackson Street na jihu, 6th Avenue na východě a pobřeží zálivu na západě.
Na linkách, které jedou z bezplatné zóny do ostatních oblastí, cestující platí při výstupu z vozidla. Pokud cestující nastupuje mimo zónu, ale směřuje do ní, platí při nástupu.
Linky číslo 2, 3, 4, 14, 64 a 303 jak začínají, tak končí mimo bezplatnou oblast, ale projíždějí přes ní. Pokud cestující nastupuje i vystupuje mimo bezplatnou zónu, jízdenku musí zaplatit při nástupu. Jízdenku pak ukážou řidiči i při výstupu, jelikož po výjezdu z bezplatné zóny je opět jízdné vyžadováno. Linky 116, 118 a 119 sice projíždí bezplatnou zónou, ale nejsou v bezplatném tarifu zahrnuté.
V září 2009 okres vydal prohlášení, že nemůže plně vyčíslit šetření na provozních nákladech, které nahrazuje ztrátu výdělku z bezplatné zóny a že metody, které by musel použít, by nebyly aktuální k momentálním cenám jízdného, apod.
Studie z roku 1975 sice ukázala, že čas cestování přes bezplatnou zónu se sice snížil, ale linky, které vedou přes bezplatnou zónu, nejsou výdělečné. Také bylo zjištěno, že autobusy směřující z bezplatné zóny měly vyšší čas cestování hned, jak vyjely z bezplatné zóny. V těchto případech však nebylo vyčísleno, kolik času přesně v bezplatné zóně ušetřily.

### Občasné zastávky
Společnost využívá systému Skip-stop, tedy občasných zastávek, jelikož autobusy na ulicích 2nd, 3rd a 4th Avenue v centru Seattlu zastavují pouze na každé druhé zastávce. Na 3rd Avenue je každá linka přiřazena buď k modrým, žlutým, červeným nebo zeleným zastávkám. Každý autobus má však dvě barvy, ty směřující na sever buď červenou a žlutou nebo zelenou a modrou, zatímco ty, co směřují na jih, mají buď zelenou a žlutou nebo modrou a červenou. Na 2nd a 4th Avenue mají autobusy buď oranžovou nebo bílou barvu. Barva zastávky se pozná podle barevné značky, která je nad cedulí zastávky. Na 3rd Avenue se vyskytují ještě přídavná označení, vždy jeden blok před zastávkou, které se nachází na trolejích nad ulicí a pomáhají řidičům poznat, kde mají zastavit.

### Wifi
V listopadu 2008 nabízela společnost bezplatné wifi připojení na linkách 197 mezi Twin Lakes a University Districtem, 255 mezi centrem Seattlu a Kirklandem, 644 mezi Overlake a Kenmorem a ve špičce také na lince 952 mezi Kennydalem a továrnou Boeingu v Everettu.
Společnost využívá systému od společnosti Sprint Nextel a routeru Junxion, které poskytují připojení ve 48 autobusech. SSID sítě je KingCountyMetro. Původně byly tyto autobusy zvenčí označeny, ale u většiny byla označení nahrazena reklamami. Všechny autobusy ale mají na stropě v přední části autobusu velkou nálepku, která oznamuje, že v autobuse je wifi připojení.
V únoru 2009 přestal podnik nabízet na svých linkách jakékoli wifi připojení, to se ale vrátilo v říjnu 2010, a to do autobusů RapidRide, konkrétně nové linky A.

### Provozní náklady
Cena za nástup do vozidla společnosti byla v roce 2005 4 dolary 10 centů, což je v porovnání s národním průměrem, jenž činí 2 dolary 97 centů o 38 procent více.
Tyto vysoké ceny mohou být přičítány velkému procentu příměstských linek, které jsou v provozu pouze ve špičce a často pouze v jednom směru v určitém čase. V roce 2011 to bylo hned sto linek z 223. Tyto linky, především ty, co jsou v jediném směru, pak vyžadují hodně kilometrů bez výdělku, když se autobus snaží vrátit na původní stanici. Stejně tak vyžadují i více pracovní síly na částečný úvazek.
Nejlevnější linkou společnosti byla v roce 2009 linka číslo 4 mezi čtvrtí Queens Anne a Judkins Parkem, když nástup stál ve špičce pouhých 46 centů. Pro porovnání, nejlevnější linka, která je v provozu pouze ve špičce, a to linka 206 mezi Newport Hills a mezinárodní školou, stála 2 dolary 4 centy za nástup. Nejdražší pak byla linka číslo 149, která spojuje Renton a Black Diamond a nástup stál 34 dolarů 47 centů.
V roce 2007 stál nástup v západní části systému (v Seattlu) 3 dolary 64 centů, nástup v jižní části 4 dolary 79 centů a nástup ve východní části hned 7 dolarů 27 centů. Na konci roku 2008 byla cena unifikována na 3 dolary 70 centů.

### MEHVA
Společnost udržuje speciální flotilu motorbusů a trolejbusů, které využívá příležitostně na speciálních historických jízdách. Tato vozidla zrekonstruovala a udržuje MEHVA - Asociace zaměstnanců Metra pro historická vozidla, nezisková organizace, která byla založena roku 1981. Jedná se o dobrovolnou skupinu nynějších nebo bývalých zaměstnanců společnosti, ale i dobrovolníků mimo společnost, kteří se snaží o zachování a provoz historických vozidel a pokrývají část nákladů. První historické jízdy se odehrály roku 1984, nyní už organizace pořádá šest až osm akcí ročně. Každá jízda jede po jiné lince a má jiný význam. Historická vozidla jsou uložena a spravována v několika garážích v oblasti Seattlu.
Flotila historických vozidel se skládá z motorbusů a trolejbusů z doby od třicátých let po nedávno vyřazené modely, jako hybridní trolejbus Breda, který byl používán na linkách, které procházejí tunelem, a byl nahrazen hybridními elektrobusy. Flotila vozidel je tedy příležitostně rozšiřována. Mnoho vyřazených vozidel od společnosti bylo buď sešrotováno nebo prodáno na aukci někomu z občanů. Celkem často byla tato odkoupená vozidla později nalezena opuštěná, než je společnost koupila zpět a zařadila do historické flotily, jako například tramvaj Birney z roku 1919 z původního seattleského tramvajového systému. Právě tento model je jediným známým vozidlem ze systému, který je znám. Trolejbus značky MAN, vyřazený v roce 2007, byl o rok později zakoupen Illinoiským železničním muzeem, kde nyní obsluhuje muzejní trolejbusovou linku.

## Zázemí

### Downtown Seattle Transit Tunnel
Nejdůležitějším zázemím společnosti je tunel pod centrem Seattlu, jehož jméno bývá zkracováno na DSTT. Pod centrem města vede dva kilometry a nachází se v něm pět stanic. Dokončen byl v roce 1990 a jeho výstavba stála 455 milionů dolarů. Od počátku se plánovalo, že tunelem povede i linka rychlodrážních tramvají, takže zde byly postaveny koleje a troleje. Vozový park čítající 236 dvouchodových autobusů, které v tunelu jezdí na elektřinu a mimo něj na naftu, dodala italská společnost Breda.
Tunel později poznamenaly velké provozní problémy, jelikož italská vozidla byla příliš těžká a nespolehlivá. Originální plán, že tunel bude v polovině 90. let používat až 489 těchto autobusů nebyl nikdy zrealizován a společnost používala původních 236 vozidel až do zakoupení hybridních autobusů v roce 2004.
V roce 2005 byl tunel uzavřen, jelikož byly nahrazeny koleje, sníženo jejich koryto pro moderní bezbariérové tramvaje linky Central Link a postavena odbočka pro plánovanou linku University Link. V září 2007 byla renovace dokončena a tunel byl opět v provozu.
Kromě tramvajové linky Central Link využívají tunel i následující autobusové linky: 41 mezi Northgate a Lake City, 71 mezi University Districtem a Wedgwoodem, 72 mezi University Districtem a Lake City, 73 mezi University Districtem a Jackson Parkem, 74 Express mezi University Districtem a Sand Pointem, 76 mezi Green Lake a Wedgwoodem, 77 mezi Maple Leafem, Jackson Parkem a North City, 101 do Rentonu, 102 mezi South Rentonem a Fairwoodem, 106 mezi Rainier Beach a Rentonem, 150 mezi Southcenterem a Kentem, 212 do Eastgate, 216 mezi Sammamish a Bear Creekem, ranní 217 mezi Eastgate a Issaquah, 218 mezi Eastgate a Issaquah Highlands, 255 mezi Kirklandem a Brickyardem, 301 mezi Richmond Beach a Aurora Village a 316 mezi Green Lake a Meridian Parkem, které provozuje King County Metro a linka 550 do Bellevue značky Sound Transit Express.

### Nádraží
Autobusová nádraží se nachází mimo centrum Seattlu a projíždí jimi více linek. Některá jsou umístěna v blízkosti parkoviště P+R. V celém okrese má společnost třináct autobusových nádraží.
|  | Umístění       | Od roku | Poznámky                                    |
|  | -------------- | ------- | ------------------------------------------- |
|  | Auburn         | 2000    |                                             |
|  | Aurora Village | 1985    |                                             |
|  | Bellevue       | 1985    | 51% vlastní Sound Transit, 49% Metro        |
|  | Burien         | 2009    | 5 nabíjecích míst pro elektrobusy           |
|  | Eastgate       | 2004    | 3 nabíjecí místa pro elektrobusy            |
|  | Federal Way    | 2006    |                                             |
|  | Issaquah       | 2008    |                                             |
|  | Kirkland       | 1986    | Renovováno roku 2011                        |
|  | Mount Baker    | 2009    | Přestup na stanici Mount Baker Link Station |
|  | Northgate      | 1992    |                                             |
|  | Overlake       | 2002    |                                             |
|  | Redmond        | 2008    |                                             |
|  | Renton         | 2001    |                                             |
|  | Totem Lake     | 2008    | U nemocnice Evergreen Hospital              |

V systému také existují přestupní místa, což jsou vlastně dopravní uzly bez vlastního zázemí.

### Park and ride
V okrese King společnost provozuje 132 parkovišť park and ride, které celkově poskytují 24 524 parkovních míst. Polovina z parkovišť je pronajata od skutečných vlastníků pozemků.

### Základny
Společnost provozuje sedm základen, tedy garáží, o celkové rozloze 5 530 km².
|  | Název       | Umístění                           | Od roku | Poznámky                                  |
|  | ----------- | ---------------------------------- | ------- | ----------------------------------------- |
|  | Atlantická  | 1555 Airport Way S, Seattle        | 1941    | Jediná základna pro elektrické trolejbusy |
|  | Bellevueská | 1790 124th Ave NE, Bellevue        | 1983    |                                           |
|  | Centrální   | 640 S Massachusetts St, Seattle    | 1941    |                                           |
|  | Východní    | 1975 124 Ave NE, Bellevue          | 1977    |                                           |
|  | Severní     | 2160 N 163rd St, Shoreline         | 1992    | Především v podzemí                       |
|  | Ryersonova  | 1220 4th Ave S, Seattle            | 1987    |                                           |
|  | Jižní       | 12100 East Marginal Way S, Tukwila | 1978    | Nejvíce autobusů ze všech základen        |

Atlantická, Centrální a Ryersonova základna se nachází blízko sebe nedaleko stadionu Safeco Field jižně od centra Seattlu a dohromady se jim říká Centrální kampus. Východní a Bellevueská základna leží také blízko sebe na severu Bellevue a tvoří Bellevueský kampus. Jižní a Východní centrály byly roku 2001 předělány kvůli novému zákonu o bezbariérové přístupnosti.

### Další zázemí
|  | Název                               | Umístění                               | Od roku | Poznámky                                                                            |
|  | ----------------------------------- | -------------------------------------- | ------- | ----------------------------------------------------------------------------------- |
|  | Atlantická stanice údržby           | 1555 Airport Way South, Seattle        |         |                                                                                     |
|  | Provozní budova Centrálního kampusu | 1270 6th Ave S, Seattle                |         |                                                                                     |
|  | Centrální stanice údržby            | 640 South Massachusetts, Seattle       |         |                                                                                     |
|  | Kontrolní centrum komunikací        | 1505 6th Ave S, Seattle                | 2007    |                                                                                     |
|  | Centrum zásoby komponentů           | 12200 East Marginal Way South, Tukwila |         |                                                                                     |
|  | Parkovací garáž pro zaměstnance     | 1505 6th Avenue South, Seattle         |         |                                                                                     |
|  | Distribuční a marketingové centrum  | 1523 6th Ave South, Seattle            |         |                                                                                     |
|  | Strojírenská dílna                  | 1555 Airport Way South, Seattle        |         |                                                                                     |
|  | Centrum dodávky elektřiny           | 2255 4th Avenue South, Seattle         |         |                                                                                     |
|  | Centrum dodávek                     | 18655 NE Union Hill Road, Redmond      | 2002    | Garáže pro dodávky                                                                  |
|  | Jižní zázemí                        | 11911 East Marginal Way South, Tukwila |         |                                                                                     |
|  | Centrum výcviku a bezpečnosti       | 11911 East Marginal Way S, Tukwila     |         | Trénink řidičů, kvalifikace nových prostředků a přeškolení. Naproti Jižní základně. |

## Transit Now

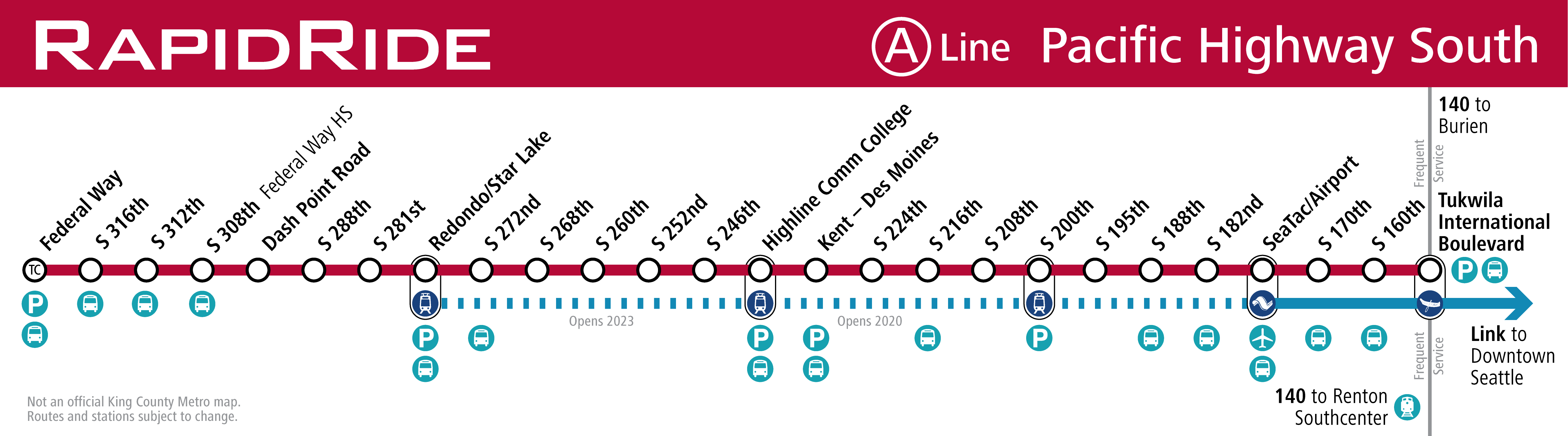
Mapa linky A metrobusů RapidRide.

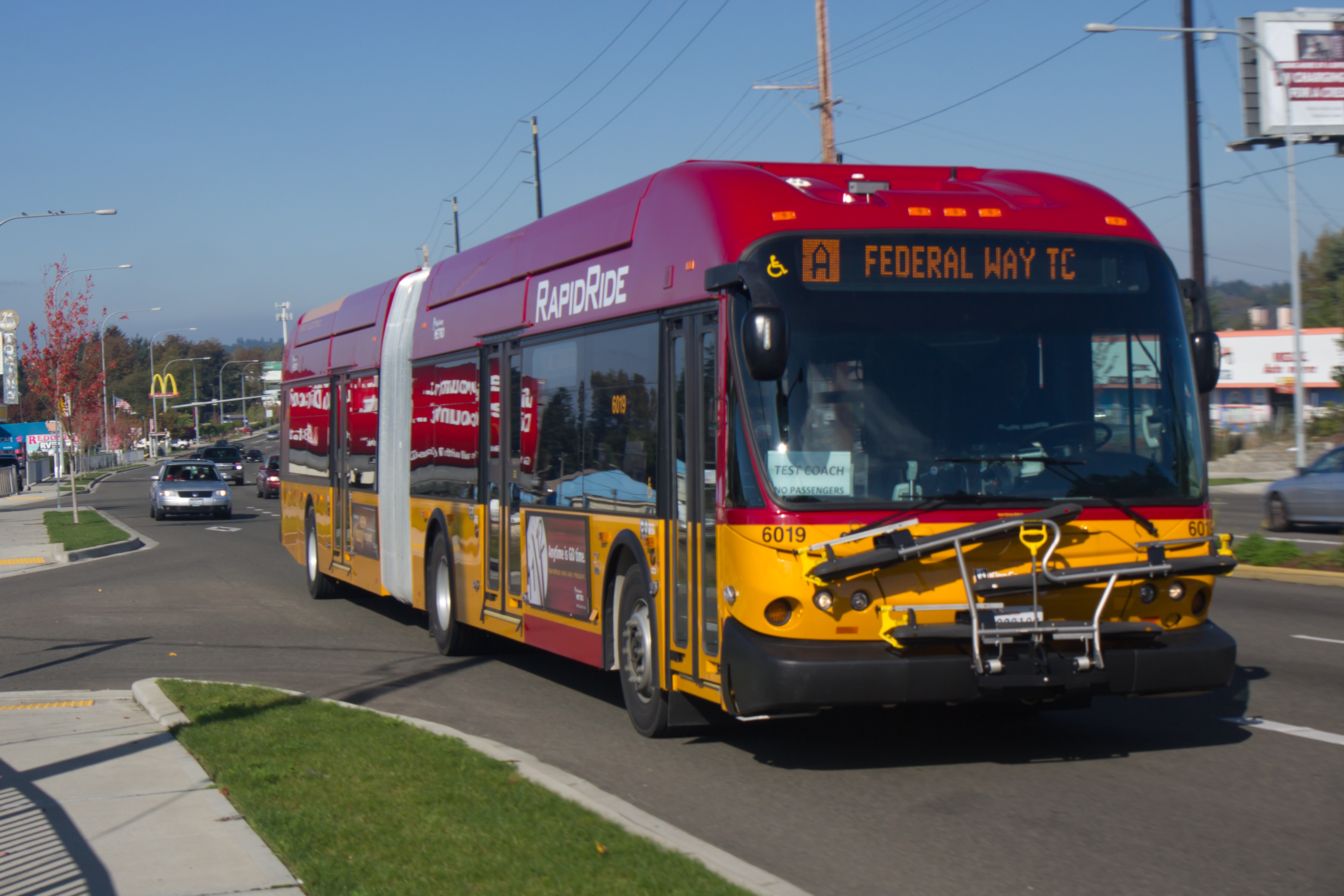
Metrobus RapidRide na testovací jízdě do Federal Way.

V dubnu 2006 oznámil vedoucí okresu King Ron Sims vznik programu zvaného Transit Now, který, pokud ho schválí voliči, do deseti let zvýší služby dopravního podniku v hodinách za rok o 20 procent. Aby mohl být vzrůst realizován, částí programu bylo zvýšení místní dobrovolné prodejní dopravní daně o desetinu procenta. Program byl v září 2006 schválen okresní radou i vedoucím Simsem a posunul se k voličům. V listopadu 2007 jej podpořilo téměř 57 procent obyvatel okresu. Částmi programu mají být zahájení provozu metrobusů RapidRide na pěti koridorech, zvýšení frekvence služby u nejvytíženějších linek společnosti, zavedení služeb v odlehlých územích, partnerství s městy a zaměstnavateli za účelem vykonávaní služeb, které jinak nemohou být prováděny a další zlepšení, jako rozšíření služeb společných jízd a paradopravy v okrese.

### RapidRide
Metrobusy RapidRide budou využívat pěti koridorů a šesti linek. Linka A (Pacific Highway South) byla otevřena v říjnu 2010 a spojuje stanici Link Light Rail v Tukwile s městy SeaTac a Federal Way. Linka B (Bellevue-Redmond) byla otevřena v říjnu 2011 a spojuje centra měst Bellevue a Redmond. Linka C (West Seattle) byla otevřena v roce 2011 a spojuje čtvrť West Seattle přes West Seattle Bridge s centrem Seattlu. Linka D (Ballard-Uptown) bude otevřena v roce 2012 a spojí čtvrtě Ballard a Uptown s centrem Seattlu. Linka E (Aurora) bude otevřena v roce 2013, kdy spojí Pioneer Square v centru Seattlu a nádraží Aurora Village v Shoreline. Linka F (Southcenter Blvd.) bude otevřena roku 2014 a spojí nádraží v Burienu, zastávku Link Light Rail v Tukwile, obchodní centrum Southcenter Mall, zastávku vlaků Sounder v Tukwile, park and ride na jihu Rentonu a nádraží v Rentonu.
Všechny linky používají nové nízkopodlažní kloubové autobusy s jiným designem, než normální autobusy společnosti. Zastávky jsou dále u sebe, než je u společnosti obvyklé, především, aby se zvýšila rychlost a spolehlivost služby. Také na nich budou informační tabule informující o očekávaném příjezdu vozidla na zastávku.

## Inteligentní dopravní systémy (ITS)
Ve spolupráci s místními úřady zkoušela společnost jako první systém priority autobusů, který funguje tak, že na semaforu se objeví zelená, když tamtudy projíždí autobus. Systém může urychlit cestovní dobu až o osm procent a je používán na největších koridorech města, mezi které patří Aurora Avenue North, Rainier Avenue S a Lake City Way NE.
V roce 2010 společnost představí novou na IP síti založenou ITS infrastrukturu pro linky RapidRide. Autobusy spolu mohou komunikovat prostřednictvím IEEE 802.11 bezdrátové technologie na frekvenci 4,9 GHz, která je určena pro veřejnou bezpečnost. Optická vlákna spojí přístupová místa a pouliční vybavení sítě s komunikačním centrem společnosti. Systém bude využíván také jako doplnění GPS při určování odhadovaného příjezdu autobusu na příští zastávku, kde se čas objeví. Tabule s odhadovaným příjezdem je částí tzv. Tech Pylonu, který díky bezdrátovému připojení také dokáže zkontrolovat platnost ORCA karty a podává cestujícím i další informace.
Společnost se účastní kartového programu ORCA, který byl spuštěn v dubnu 2009 a užívá jej i dalších šest společností v regionu.
Společnost plánovala na konci roku 2009 zavézt automatické ohlašování příští zastávky ve všech svých autobusech, což mělo být částí updatu komunikačního systému v autobusech.
V roce 1998 byl vozový park vybaven systémem polohy vozidla, který používá bateriemi poháněné signály na některých zastávkách. V roce 2010 jej společnost nahradila na GPS založeným systémem určování polohy vozidla.
Rozšíření aplikací, které mohou cestujícím podat informace o dopravě byl zúžen na několik projektů:
- Prvotní projekt MyBus od University of Washington poskytoval momentální informace o autobusech. Nyní jej provozuje společnost na svých stránkách pod názvem Tracker. Zlepšená verze MyBusu, také od studenta z University of Washington, zvaná OneBusAway, kombinuje data z Trackeru a Google Maps.

- Tabule Transit Watch, podobné informačním tabulím na letištích a železničních stanicích, byly instalovány na několika autobusových nádražích, kde poskytují momentální informace o autobusech.

- Společnost provozuje také plánovač trasy, který zobrazuje spoje v okresech King, Pierce a Snohomish. Také zahrnuje společnosti Sound Transit, Washington State Ferries, Seattle Center Monorail a Seattle Streetcar. Google Maps obsahují podobný nástroj, který je však omezen na linky společnosti Metro.

## Vozový park
Společnost provozuje jeden z největších vozových parků v celé zemi. Téměř polovina vozového parku jsou kloubové autobusy, takže se dokonce jedná o největší vozový park kloubových autobusů v Severní Americe. Jejich užití u společnosti se datuje zpět do roku 1978, kdy se stala jedním z prvních dopravních podniků v zemi, který je začínal provozovat. Druhou polovinu vozového parku tvoří především buď normální autobusy Gillig Phantom nebo nízkopodlažní autobusy New Flyer, které jsou většinou používány uvnitř města Seattle.
Společnost byla jednou z prvních, která zaváděla nyní již rozšířené technologie. V roce 1979 si objednala trolejbusy, které jako první v zemi používaly zdviže pro kolečková křesla což pomohlo k vyšší možnosti cestování pro postižené občany. První zdviže byly často porouchané, ale v polovině 80. let už byly spolehlivé, a tak se objevily na všech autobusech společnosti. V roce 1999 byly vyřazeny autobusy série 1400, čímž se vozový park stal kompletně bezbariérový, jako první své velikosti. Společnost váhala se zakoupením nízkopodlažních autobusů až do roku 2003. Nízkopodlažní autobusy mají obecně nižší kapacitu než ty normální, což mohlo být hlavní obavou společnosti. Od roku 2003 však do svého vozového parku přidává pouze nízkopodlažní druhy autobusů. Na rozdíl od většiny dopravních podniků společnost používá ve všech svých autobusech nenakloněné sedačky.

### Trolejbusy
Společnost udržuje vozový park 159 elektrických trolejbusů, které obsluhují 14 linek a vyžadují více než 100 kilometrů trolejí. Počtem cestujících, velikostí vozového parku a počtem linek se jedná o druhý největší vozový park elektrických trolejbusů v zemi. Společnost si jich cení především díky jejich nulovým emisím a přizpůsobivosti zdejšímu kopcovitému terénu. Příležitostně společnost použije na některé z trolejbusových linek dieselové nebo diesel-elektrické hybridní autobusy, což se může stát kvůli probíhající stavbě, údržbě trolejí, událostem, které přinutí autobusy opustit svou trasu nebo k dočasnému přidání kapacity. Při nutnosti přidání kapacity nebo poruše na trolejbusu bývají povolávány především proto, že nemusí jet podle trolejí, když se chtějí dostat na místo nehody nebo na start linky.
V roce 2002 společnost nahradila 109 starých trolejbusů od společnosti AM General jedním stem nových trolejbusů, které mají karosérii autobusů Gillig Phantom. Z vyřazených trolejbusů společnost čerpala elektrické součástky, čímž ušetřila přibližně 200 tisíc dolarů za vozidlo. Poté přestavěla 59 z 236 nyní vyřazených hybridních trolejbusů Breda na pouze elektrické trolejbusy, které tak nahradily stárnoucí kloubové elektrické trolejbusy MAN. Přestavba zahrnovala instalaci nejnovějšího vybavení od společnosti Vossloh Kiepe, nové čalounictví, zbrusu nové kupé řidiče a nové LED informační tabulky.

### Diesel-elektrické hybridní autobusy
Společnost provozuje největší vozový park kloubových hybridních autobusů v zemi, celkem 235 vozidel New Flyer DE60LF, které byly zakoupeny k nahrazení starých Bred. Jejich účelem je provoz v tunelu pod centrem Seattlu, který sdílí s linkou rychlodrážní tramvaje. V roce 2004 společnost nakoupila 213 těchto autobusů a v březnu 2006 už měly najezděno téměř 13 milionů mil. V květnu 2007 zadala společnost svou vůbec největší objednávku v historii, když si objednala 715 18metrových hybridních autobusů od společnosti New Flyer. V roce 2009 si pak objednala 93 12metrových hybridních autobusů od společnosti Daimler Chrysler America.
Národní laboratoř obnovitelné energie uskutečnila porovnávací jednoletou studii mezi obvyklými dieselovými autobusy a hybridními autobusy od General Motors na typické lince v okrese King. Výsledky ukázaly, že hybridní autobusy snížily spotřebu paliva o 23 procent, emise NOx o 18 procent, emise CO o 60 procent a emise THC o 56 procent.

#### Hush Mode
Technici z GM Allison vytvořili speciální mód, při kterém autobusy používají pouze elektřinu, takže vydávají nižší emise a hluk. Před vjezdem do tunelu stačí, aby řidič stiskl tlačítko, které pustí baterie na maximum a přepne autobus do Hush Mode. Mezi tunely autobusy používají elektrickou trakci při rychlostech pod 24 km/h, po jejímž překročení opět používá kombinaci dieselu a elektřiny. Provoz dieselového motoru pak umožňuje bateriím opětovné nabití. Ve stanicích autobusy využívají pouze elektrický pohon. Hush Mode se sám vypne po uražení určité vzdálenosti nebo může být vypnut manuálně řidičem.

## Nynější vozový park
| Výrobce             | Model               | Obrázek             | Motor/převodovka                          | Pohon                | Rok                    | Čísla/(Počet)       |                     |
| <<< Pod 9 metrů >>> | <<< Pod 9 metrů >>> | <<< Pod 9 metrů >>> | <<< Pod 9 metrů >>>                       | <<< Pod 9 metrů >>>  | <<< Pod 9 metrů >>>    | <<< Pod 9 metrů >>> | <<< Pod 9 metrů >>> |
| ------------------- | ------------------- | ------------------- | ----------------------------------------- | -------------------- | ---------------------- | ------------------- | ------------------- |
| Ford/Champion       | Challenger          |                     | - Navistar T444E - Ford 4R100             | Diesel               | 2003                   | 1200-1234 (35)      |                     |
| Workhorse/StarTrans | President LF        |                     | - GMC Duramax - Allison Transmission      | Diesel               | 2010                   | 1900-1934 (35)      |                     |
| <<< 9 metrů >>>     |                     |                     |                                           |                      |                        |                     |                     |
| Gillig              | Phantom             |                     | - Cummins ISC - Allison B400R             | Diesel               | 1999-00                | 1100-1194 (95)      |                     |
| <<< 10,5 metru >>>  |                     |                     |                                           |                      |                        |                     |                     |
| Gillig              | Phantom             |                     | - Cummins M-11 - Allison B400R            | Diesel               | 1997                   | 3185-3199 (15)      |                     |
| <<< 12 metrů >>>    |                     |                     |                                           |                      |                        |                     |                     |
| Gillig              | Phantom             |                     | - Cummins M-11 - Allison B400R            | Diesel               | 1996-99                | 3200-3594 (395)     |                     |
| Gillig              | Phantom ETB         |                     | - GE/Alstom                               | Elektrický trolejbus | 2002                   | 4100-4199 (100)     |                     |
| New Flyer           | D40LF               |                     | - Cummins ISL - Voith 864.3               | Diesel               | 2003                   | 3600-3699 (100)     |                     |
| Orion               | 07.501 (VII) NG     |                     | - Cummins ISB - BAE Systems HybriDrive    | Hybridní autobus     | 2010                   | 7000-7092 (93)      |                     |
| <<< 18 metrů >>>    |                     |                     |                                           |                      |                        |                     |                     |
| Breda               | DuoBus 350          |                     | - AEG - Westinghouse                      | Elektrický trolejbus | (Přestavěno) 2004-2007 | 4200-4258 (59)      |                     |
| New Flyer           | D60HF               |                     | - Cummins M-11 - Allison B500R            | Diesel               | 1998-99                | 2300-2573 (274)     |                     |
| New Flyer           | DE60LF              |                     | - Caterpillar C9 - GM Allison HybriDrive  | Hybridní autobus     | 2002–2004              | 2599-2812 (214)     |                     |
| New Flyer           | D60LF               |                     | - Caterpillar C9 - Allison B500R          | Hybridní autobus     | 2004                   | 2870-2899 (30)      |                     |
| New Flyer           | DE60LF              |                     | - Cummins ISL - GM Allison HybriDrive     | Hybridní autobus     | 2008-09                | 6813-6865 (52)      |                     |
| New Flyer           | DE60LFA             |                     | - Cummins ISL - GM Allison HybriDrive     | Hybridní autobus     | 2009                   | 6000-6019 (20)      |                     |
| New Flyer           | DE60LFR             |                     | - Cummins ISL9 - Allison EP-50 HybriDrive | Hybridní autobus     | 2011                   | 6866-6930 (65)      |                     |
| New Flyer           | DE60LFR             |                     | - Cummins ISL9 - Allison EP-50 HybriDrive | Hybridní autobus     | 2011                   | 6020-6199 (180)     |                     |

## Vyřazená vozidla
|  | Model            | Motor                       | Míst k sezení | Délka  | Zakoupeno | Vyřazeno | Počet | Čísla |
|  | ---------------- | --------------------------- | ------------- | ------ | --------- | -------- | ----- | --- |
|  | Breda ADPB 350   | DDC6v92TA/ AEG/Westinghouse | 56            | 18 m   | 1988–1991 | 2005     | 236   | 5000-5235 |
|  | MAN ETB          | Siemens                     | 64            | 18 m   | 1987      | 2007     | 46    | 4000-4045 |
|  | MAN Americana    | MAN D2566 MLUH              | 44            | 12 m   | 1986–1987 | 2004     | 157   | 3000-3146; 3150-3159 |
|  | MAN SG-310       | MAN D2566 MLUM              |               | 18 m   | 1983      | 2001     | 202   | 2000-2201 |
|  | MAN SG-220       | MAN D2566 MLUM              |               | 18 m   | 1977      | 1999     | 151   | 1400-1550 |
|  | Flyer D900       | Cummins VTB903              |               | 12 m   | 1979      | 1997     | 224   | 1600-1823 |
|  | Flyer D900       | Cummins VTB903              |               | 10,5 m | 1980      | 1997     | 35    | 1850-1884 |
|  | AMG 10240T       | GE                          | 45            | 12 m   | 1979      | 2003     | 109   | 900-1009 (kromě 911) |
|  | AMG 10240B8      | DDC 8V71                    |               | 12 m   | 1976      | 1996     | 323   | 1100–1313; 1340-1349 |
|  | GMC T8H-5305     | DDC 8V71                    |               | 12 m   | 1968      | 1987     | 70    | 700-769 |
|  | Flxible          | DDC 6V-71                   | 51            | 12 m   | 1963      | 1985     | 100   | 500-599 |
|  | Pullman-Standard | GE                          | 44            | 12 m   | 1944      | 1978     | 30    | 977–1006 původně; 642–655 od 1974 do konce služby. Č. 1005 pod ochranou společnosti.                                                                |
|  | Twin Coach       | Westinghouse                | 41            | 12 m   | 1940      | 1978     | 177   | 800–976 původně (24 větších vozidel z roku 1943); další vozidla z roku 1974 přečíslována na 600–659. Č. 643 (původně 905) pod ochranou společnosti. |
|  | Brill            | GE                          | 40            | 12 m   | 1940      | 1963     | 100   | 700–799 |